# Momar N'Diaye
Momar N'Diaye (Yeumbeul, 13 luglio 1987) è un calciatore senegalese, attaccante del Saint-Julien-lès-Metz.

## Carriera

### Nazionale
Ha segnato un gol nell'unica partita giocata con la maglia della sua nazionale, nel 2005.

## Palmarès

### Club
- Campionato lussemburghese: 1

F91 Dudelange: 2016-2017
- Coppa del Lussemburgo: 1

F91 Dudelange: 2016-2017